# Scrioaștea
Scrioaștea is een Roemeense gemeente in het district Teleorman.
Scrioaștea telt 4225 inwoners.